# Daszt
Daszt – wieś w Armenii, w prowincji Armawir. W 2011 roku liczyła 780 mieszkańców.